# MOS Technology VIC

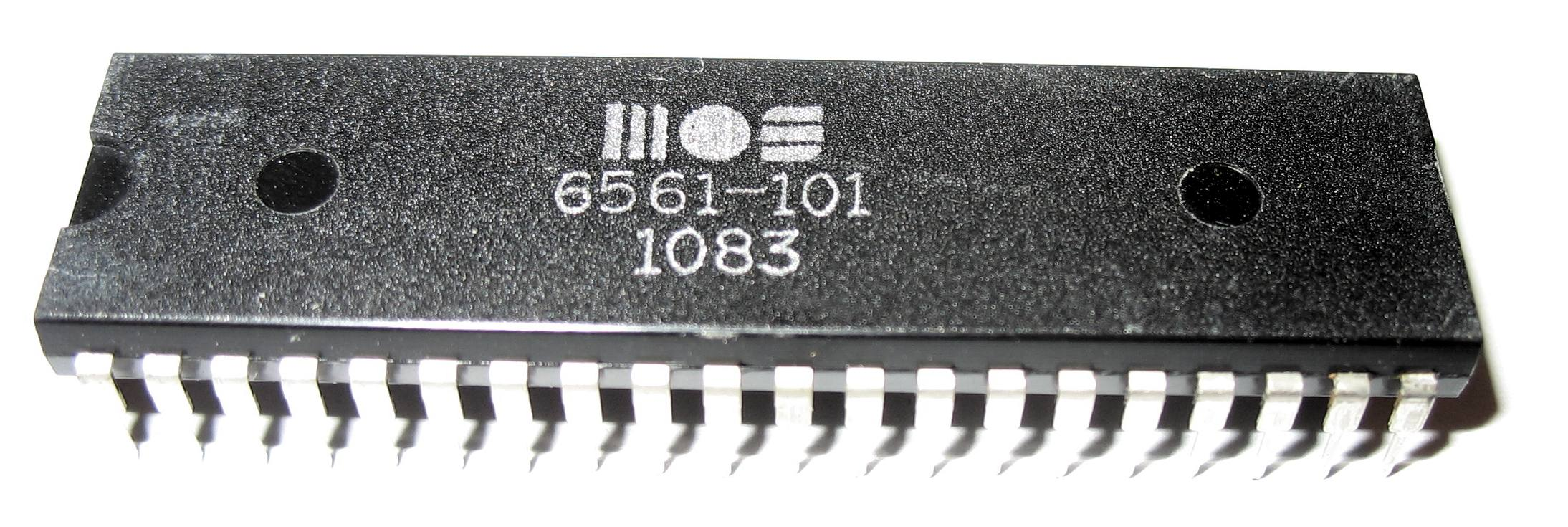
MOS 6561 i plastkapsel

VIC (Video Interface Chip), egentligen MOS Technology 6561 (NTSC-baserad variant 6560) är ett integrerat chip som skapar grafiken och ljudet hos datorn Commodore VIC-20. Den skapades ursprungligen för att vara en billig komponent till datorterminaler, monitorer för biomedicin, kontrollsystem och arkadspel och spelkonsoler.

## Specifikationer
- 16 KiB adressutrymme för bild- och färgminne.
- 16 färger
- Upplösningen beror på TV-systemet (176 x 184 är standard, men 224 x 256 är möjligt hos PAL-skärmar)
- 4-kanaligt ljudsystem (3 fyrkantsvågor samt vitt brus. En volymkontroll tillgänglig som påverkar alla kanaler.)
- Två 8-bits analog- till digitalomvandlare (för styrspakar)
- Stöd för ljuspenna.

Efterföljaren till VIC var VIC II som användes i Commodore 64 och Commodore 128, vilken var mer avancerad.